# بالوی، لتونی
بالوی، لتونی (به لاتین: Balvi) یک شهرک در لتونی با جمعیت ۷٬۹۹۷ نفر است که در Balvi municipality واقع شده‌است.